# فانيسا بريسكو هاي
فانيسا بريسكو هاي (بالإنجليزية: Vanessa Briscoe Hay)‏ هي مغنية أمريكية، ولدت في 18 أكتوبر 1955.

## وصلات خارجية
- فانيسا بريسكو هاي على موقع IMDb (الإنجليزية)
- فانيسا بريسكو هاي على موقع ميوزك برينز (الإنجليزية)
- فانيسا بريسكو هاي على موقع ديسكوغز (الإنجليزية)